# Pilocrocis floccosa
Pilocrocis floccosa is een vlinder uit de familie van de grasmotten (Crambidae), uit de onderfamilie van de Spilomelinae. De wetenschappelijke naam van deze soort is voor het eerst gepubliceerd in 1901 door Eduard Hering.
De soort komt voor in Indonesië (Sumatra).